# Villaurbana
Villaurbana (sardinsky: Biddobràna) je italská obec (comune) v provincii Oristano v regionu Sardinie. Nachází se ve výšce 110 metrů nad mořem a má přibližně 1 500 obyvatel. Rozloha obce je 58,70 km².